# Niphargus pectencoronatae
Niphargus pectencoronatae is een vlokreeftensoort uit de familie van de Niphargidae. De wetenschappelijke naam van de soort is voor het eerst geldig gepubliceerd in 1990 door Sket & Karaman.